# 730 Athanasia
A 730 Athanasia (ideiglenes jelöléssel 1912 OK) a Naprendszer kisbolygóövében található aszteroida. Johann Palisa fedezte fel 1912. április 10-én.